# Ostreavirus
Die Virusgattung Ostreavirus besteht (Wissensstand 7. Mai 2024) nur aus einer Virusspezies Ostreavirus ostreidmalaco1 mit dem Herpesvirus der Pazifischen Auster (alias Ostreides Herpesvirus 1, englisch Oyster herpesvirus, Ostreid herpesvirus 1, OsHV-1). 
Ursprünglich war das Virus nicht näher klassifiziert der damaligen Familie Herpesviridae zugeordnet.
Der Name der Gattung leitet sich von der Familie der Austern (Ostreidae, d. h. von altgriechisch ὅστρεον ostreon, deutsch ‚Auster‘, ‚Muschel‘) ab.

## Morphologie
Die behüllten Virionen des OsHV-1 besitzen wie alle Herpesviren ein ikosaedrisches Kapsid (T=16), Pentone lassen sich jedoch nicht im Kapsid darstellen. Die Virionen sind rund bis unregelmäßig und haben einen Durchmesser von etwa 150 bis 200 nm.

## Genom
Das Genom des OsHV-1 besteht aus einem Strang einer linearen, doppelsträngigen DNA, deren Offene Leserahmen ähnlich organisiert sind wie bei Mitgliedern der Gattungen Simplexvirus und Cytomegalovirus bei Wirbeltieren. Das Genom ist 207.439 bp groß.

## Biologische Bedeutung
Das OsHV-1 wurde zuerst aus der Pazifischen Felsenauster (Crassostrea gigas) isoliert. Daneben findet man das Virus (oder noch nicht klassifizierte Subtypen) in der Europäischen Flachauster (Ostrea edulis), der Großen Pilgermuschel (Pecten maximus) und auch bei Ruditapes decussatus und Ruditapes philippinarum, zwei Spezies der Herzmuscheln (Cardiidae). Bereits die Larven der Wirte sind mit dem Virus infiziert, das Virus kann zu einem Absterben der Muscheln oder der Larven führen. Eine Übertragung des OsHV-1 auf Wirbeltiere und damit auch auf den Menschen wird aufgrund der hohen Wirtsspezifität der Herpesviren ausgeschlossen.